# Stenungsund (comuna)
Stenungsund (em sueco: Stenungsunds kommun;  ouça a pronúncia) ou Estenungsúndia[a] é uma comuna da Suécia localizada no condado da Västra Götaland. 
Sua capital é a cidade de Stenungsund. 
Possui 252 quilômetros quadrados e segundo censo de 2018, havia 26 503.
A comuna está localizada no litoral da província histórica da Bohuslän, na margem leste do estreito de Hakefjord, e em frente da ilha Tjörn.
Está situada a 45 km a sul da cidade de Uddevalla.

## Etimologia e uso
O nome geográfico Stenungsund deriva das palavras Stenung (nome de aldeia; lit. monte de pedra) e sund (estreito), em alusão à sua localização no estreito, entre a terra firme e a ilha Stenungsön.
Em textos em português costuma ser usada a forma original Stenungsund.

## Localidades principais
Localidades com mais população da comuna (2019):

| # | Localidade  | População |
| - | ----------- | --------- |
| 1 | Stenungsund | 13 718    |
| 2 | Stora Höga  | 2 876     |
| 3 | Jörlanda    | 1 507     |
| 4 | Ödsmål      | 1 415     |

## Economia
Stenungsund era uma uma zona de lazer turístico antes de se tornar o centro mais importante da indústria petro-química do país. Hoje em dia dispõe do centro de conferências de Stenungsbaden, de um grande porto de petróleo, e de importantes instalações de indústria petro-química.

## Comunicações
A comuna de Stenungsund é atravessada pela estrada europeia E6 (Trelleborg-Strömstad) e pela Linha de Bohus (Gotemburgo – Strömstad).

Stenungsund
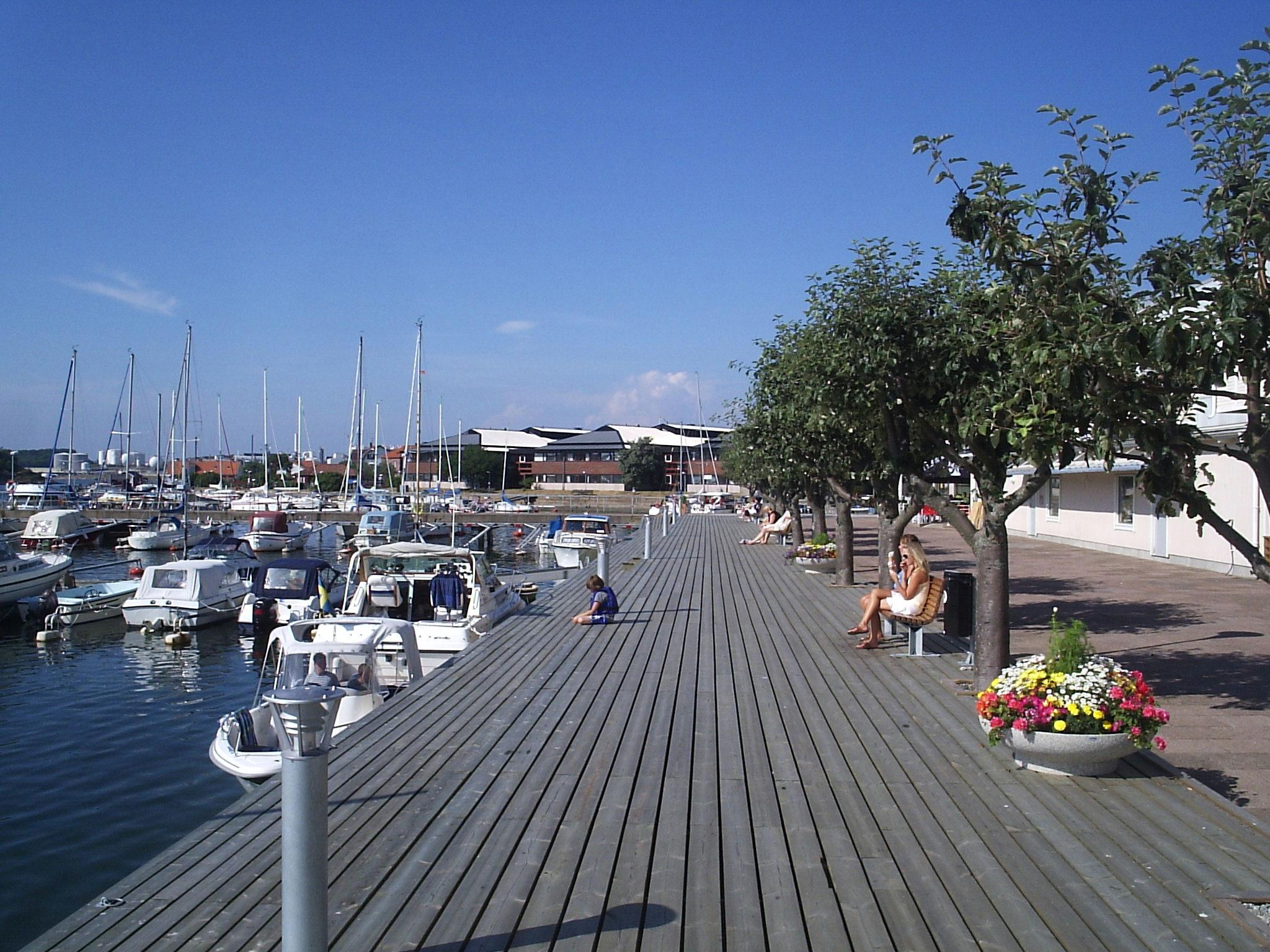
Cais do porto de recreio de Stenungsund
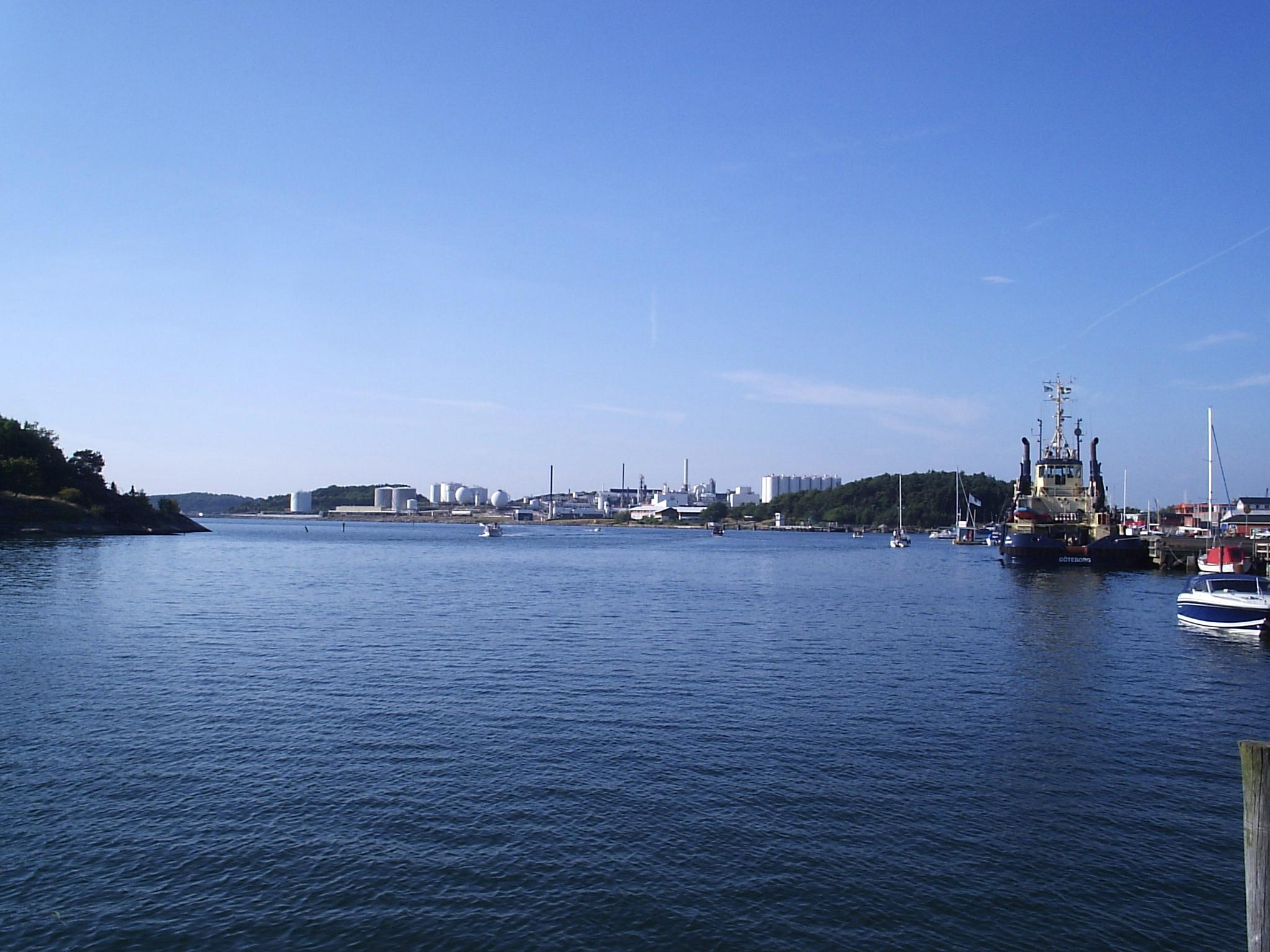
O porto de Stenungsund com a indústria petro-química ao fundo
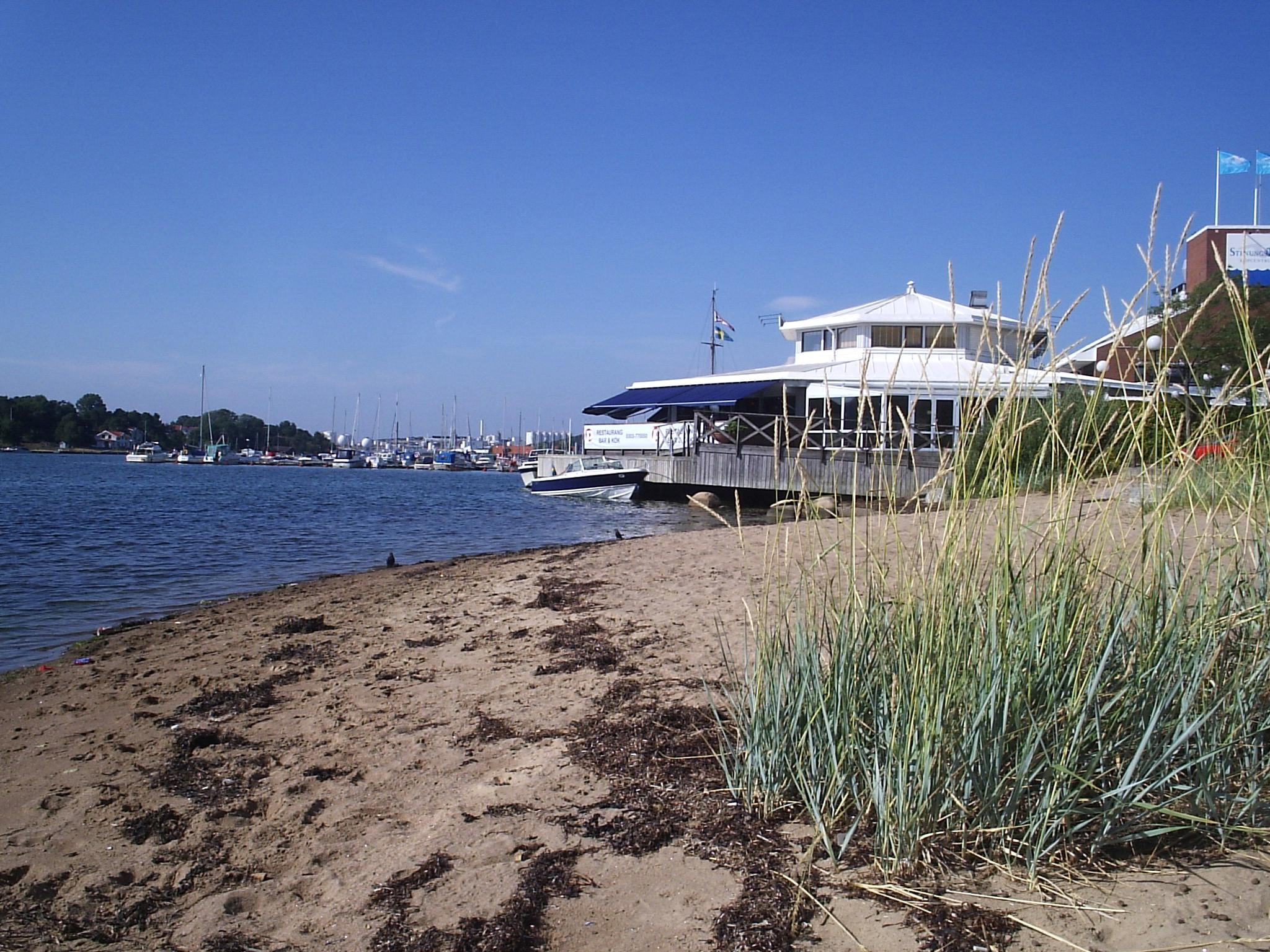
O restaurante Plankton
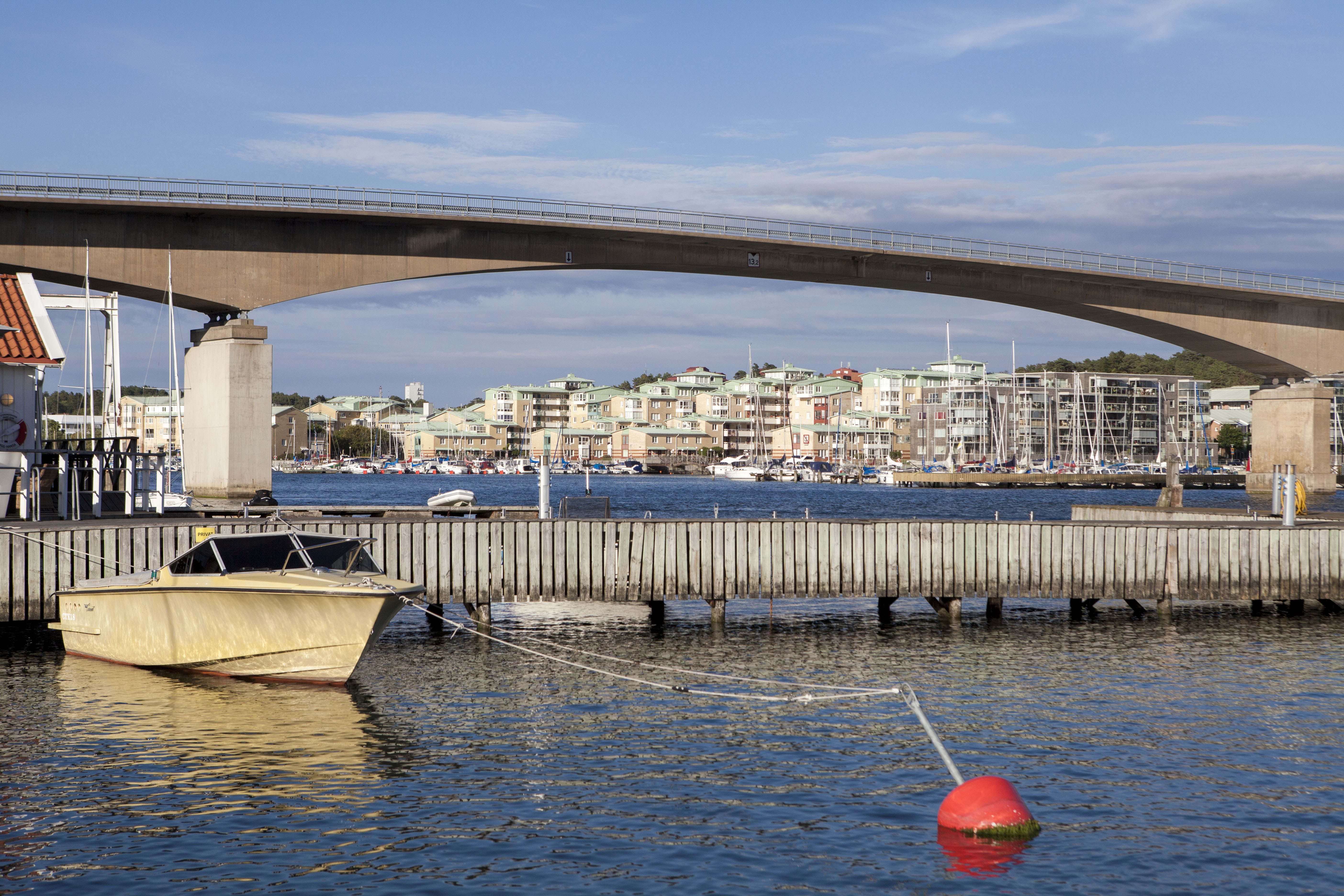
A ponte de Stenungsund